# Käthe Heusermann
Käthe Heusermann-Reiss (* 15. Juli 1909 in Liegnitz, Provinz Schlesien; † 14. Februar 1995 in Düsseldorf) war eine deutsche Zahnarzthelferin und assistierte Hugo Blaschke, dem Zahnarzt von Adolf Hitler, bei dessen Behandlung. Sie unterstützte die Rote Armee 1945 bei der Identifizierung der Leiche Hitlers und verbrachte anschließend 10 Jahre in der Sowjetunion in Lagerhaft.

## Leben

### Vor dem Zweiten Weltkrieg
Käthe Heusermann wurde in den 1920er Jahren in Liegnitz von dem jüdischen Zahnarzt Fedor Bruck zur Zahnarzthelferin ausgebildet. 1936 musste Bruck seine Praxis in Liegnitz aufgeben. Heusermann fand 1937 in Berlin eine Anstellung als Zahnarzthelferin bei Hugo Blaschke, der seit 1933 der Zahnarzt Adolf Hitlers und anderer Größen der Naziregierung war. Seitdem war Heusermann regelmäßig bei der Behandlung Hitlers zugegen.

### Nach dem Zweiten Weltkrieg
Nachdem Blaschke im April 1945 vor den vorrückenden Truppen der Alliierten geflohen war, suchte Fedor Bruck am 4. Mai seine frühere Helferin Heusermann in der Blaschke-Praxis in Berlin-Wilmersdorf auf. Sie bestärkte ihn in seinen Überlegungen, die Praxis Blaschkes zu übernehmen. Am 9. Mai wurde die Praxis von Angehörigen des Innenministeriums der UdSSR, darunter Jelena Rshewskaja, aufgesucht, da man für die Identifizierung von Hitlers Leichnam seine Zahnarztunterlagen benötigte, die jedoch Blaschke mitgenommen hatte. Heusermann beschrieb aus dem Gedächtnis die charakteristischen Besonderheiten von Hitlers Zahnprothesen. Ihre Angaben deckten sich mit den aufgefundenen Gebissteilen. Anschließend wurde Heusermann mitgenommen, um Hitlers Leichnam anhand des Gebisses zu identifizieren. Zusammen mit dem Zahntechniker Fritz Echtmann, der Eva Braun identifiziert hatte, wurde Heusermann schließlich in die Sowjetunion deportiert, wo sie zu 10 Jahren Lagerhaft verurteilt wurde. Mit dieser Maßnahme wollte die sowjetische Führung unter Stalin verhindern, dass Zeugen Hitlers Tod bestätigen würden.
1955 wurde Käthe Heusermann aus der Haft entlassen und kehrte nach Deutschland zurück. Über ihr weiteres Leben ist wenig bekannt. Sie verstarb am 14. Februar 1995 im Alter von 85 Jahren unter dem Namen Käthe Heusermann-Reiss in Düsseldorf und wurde auf dem Friedhof in Düsseldorf-Angermund bestattet.